# The Band Perry EP
The Band Perry EP es un EP de 5 canciones del grupo musical de country The Band Perry. El extended play es el primer lanzamiento del grupo en Republic Nashville. Fue lanzado el 6 de abril de 2010 y debutó en el puesto número 46 en el Billboard Top Country Albums estadounidenses trazar la siguiente semana, así como el número 37 en la tabla Top Heatseekers. Cuenta con su sencillo debut, "Hip to My Heart", que fue un hit Top 20 en la lista Hot Country Songs charts. También se incluye "If I Die Young", que fue lanzado como su segundo sencillo. También se ha convertido en su primera entrada en la lista Billboard Hot 100.
Todas las canciones del EP más tarde apareció en el auto-titulado álbum debut de la banda.

## Lista de canciones
1. "Hip to My Heart" (Brett Beavers, Kimberly Perry, Neil Perry, Reid Perry) — 3:00
2. "If I Die Young" (K. Perry) — 3:43
3. "Postcard from Paris" (K. Perry, N. Perry, R. Perry, Kara DioGuardi, Jeff Cohen) — 3:36
4. "All Your Life" (Brian Henningsen, Clara Henningsen) — 3:52
5. "Quittin' You" (K. Perry, N. Perry, R. Perry) — 3:21

## Rendimiento en las listas
The Band Perry — EP debutó en el puesto número 46 en el Billboard Top Country Albums de Estados Unidos y N.º 37 en el Top Heatseekers trazar a partir de su lanzamiento en abril de 2010. En septiembre de 2010, ha alcanzado su punto máximo en el número 32 en el Billboard Top Country Albums de Estados Unidos y #4 en el Billboard Top Heatseekers de Estados Unidos.
| Listas (2010)                     | Mejor posición |
| --------------------------------- | -------------- |
| U.S. Billboard Top Country Albums | 32             |
| U.S. Billboard Top Heatseekers    | 4              |